# 亡骸を…
『亡骸を…』（なきがらを）は、黒夢がインディーズ時代に発表した1stフル・アルバム。1993年6月11日発売。
インディーズチャートにて2ヶ月連続1位を記録。手売りと通信販売がメインの自主制作に近いインディーズにおいて発売後まもなく5万枚以上、累計30万枚以上のセールスを叩き出した。

## 概要
初回盤10000枚はスリーブケース仕様でCDケースの裏面にシリアルナンバー付、うち3000枚はレーベル名の「Lamiss」の刻印入り銀の十字架付。
当初の発売日は5月30日だった。そのため1993年6月2日より開催された『NEO UNDER TOUR II』前半の青森・北海道ではアンケートと引き換えに全曲入りのテープを配布している（プリントミスによりラベルが「死骸を…」となっているものが存在する）。
ブックレット内の写真で清春が抱きかかえている女性は、当時黒夢が頻繁に対バンしていたGILLE' LOVESのボーカルであるLucifer Luscious Violenoue。
CDケースの中のブックレットはタイトル一覧とクレジット、そして清春が女性を抱きかかえているカラーの写真のみとなっていて、別冊としてケースと同じサイズのブックレットが同封されており、歌詞はその別冊内に掲載されている。
ドラムのクレジットが「Mr. ?」となっているが、後に黒夢に正式に加入するHiroが叩いている。黒夢に加入する前に入っていたバンドとの契約問題があり、名前を掲載することができなかったと本人が後に語っている。
ブックレットには歌詞の反対側のページに歌詞とは異なる詩が掲載されている。そのためか、清春のクレジットが「全詞・全詩」となっている。この手法は自作の「迷える百合達」にも取り入れられ、黒夢のローディーをしていた京が所属しているDir en greyのアルバムの「GAUZE」や「MACABRE」等にも取り入れられている。

## 収録曲
| 全作詞: 清春、全編曲: 黒夢。 |                        |           |       |      |
| #                            | タイトル               | 作詞      | 作曲  | 時間 |
| 1.                           | 「UNDER…」             | 清春      | 臣    | 4:07 |
| 2.                           | 「終幕の時」           | 清春      | 臣    | 5:03 |
| 3.                           | 「DANCE 2 GARNET」     | 清春      | 人時  | 4:44 |
| 4.                           | 「讃美歌」             | 清春      | 臣    | 6:15 |
| 5.                           | 「十字架との戯れ」     | 清春      | 人時  | 3:37 |
| 6.                           | 「MISERY」             | 清春      | 臣    | 5:00 |
| 7.                           | 「If」                 | 清春      | 臣    | 5:34 |
| 8.                           | 「JESUS」              | 清春      | 人時  | 4:15 |
| 9.                           | 「親愛なるDEATH MASK」 | 清春      | 清春  | 3:40 |
| 10.                          | 「亡骸を」             | 清春      | 臣    | 6:50 |
| 合計時間:                    | 合計時間:              | 合計時間: | 49:05 |      |

## 楽曲説明
『UNDER…』はファンクラブの名称をタイトルにした楽曲。インディーズからメジャーデビューのころはアンコールおよびラストの定番曲として披露された。
「DANCE 2 GARNET」のGARNETは黒夢の全身バンドを指している。後にシングルの「Miss MOONLIGHT」に「DANCE 2 GARNET (toy version)」としてリメイクされる。
『十字架との戯れ』は過激な楽曲でライブでは盛り上がっていた。歌詞の最後の部分は記載されていない。ビデオの『NEO UNDER』および『DEEP UNDER』にも収録されている。
『親愛なるDEATH MASK』は前アルバム『生きていた中絶児』に収録されていた同曲の再録。
『亡骸を』を聴いた清春の父親が初めて黒夢の楽曲に理解を示し、清春は感涙したという。また、清春ソロ5枚目のアルバム『FOREVER LOVE』の通常盤にて、『PHANTOM LOVER』というタイトルでセルフカバーされている。